# 尼斯河 (蘇格蘭西部)

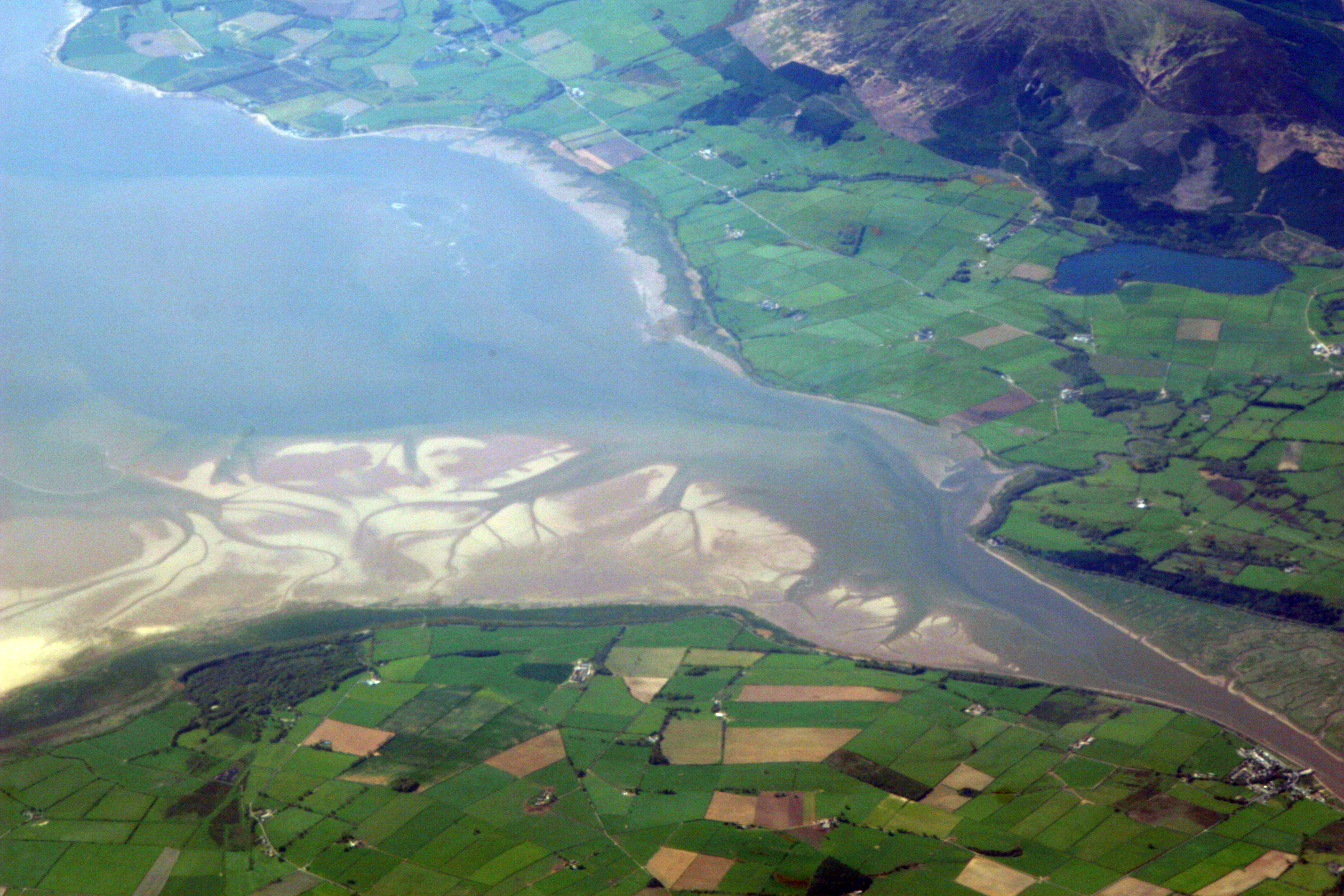
尼斯河

尼斯河（英語：River Nith）是位於英國蘇格蘭西南的一條河流。尼斯河流經東艾爾郡。在退潮時，海水後退使得尼斯河的長度延長13公里，達113.8公里（70.7英里），是蘇格蘭長度第七長的河流。

## 外部連結
- Nith Estuary National Scenic Area （页面存档备份，存于）, South West Scotland Hill Walking Routes

55°00′N 3°36′W / 55.000°N 3.600°W